# Dance Revolution Deluxe
Dance Revolution Deluxe è uno spin off del programma radiofonico Dance Revolution.

## Il programma
Il programma, in onda ogni venerdì dal settembre 2023, trasmette musica house e dance mixata del momento una dietro l’altra senza conduzione a differenza del programma originale che è condotto da Albertino. Durante le puntate di Albertino Everyday vengono trasmesse tre piccole sequenze mixate come anticipazioni della puntata in onda la sera stessa.